# Keanu Cupido
Keanu Cupido, né le 15 janvier 1998 à Soweto, est un footballeur international sud-africain. Il joue actuellement à Cape Town City comme défenseur central.

## Biographie

### En club

#### AC Ajaccio
Après avoir été formé à la Diambars Football Academy puis à Bidvest Wits, il prend la direction de l'Europe et de l'AC Ajaccio en avril 2017. Il n'est pas sous contrat professionnel et joue avec l'équipe réserve qui évolue en National 3. Il joue son premier match le 20 août 2017 lors d'une victoire 2-1 à l'ES Le Cannet-Rocheville. Malheureusement pour lui, il n'est pas retenu une seule fois en équipe première et n'est pas conservé par le club corse à l'issue de la saison.

#### Cape Town City
Le 24 juillet 2018, il s'engage avec Cape Town City. Il fait ses débuts en Absa Premiership le 8 août 2018, face à Baroka (défaite 2-1). Quatre jours plus tard, il marque son premier but, en MTN 8 (en), contre Maritzburg United (victoire 1-0). Son équipe remporte la compétition avec une victoire en finale face à Supersport United (0-0 ; 4-1),. Pour sa première saison dans l'élite, il dispute quinze rencontres de championnat.
Lors de la saison 2019-2020, il marque son premier but en championnat dès la première journée, le 3 août 2019 contre Baroka (2-2).

### En sélection
Il honore sa première sélection en équipe d'Afrique du Sud le 4 juin 2019, lors de la Coupe COSAFA 2019 contre l'Ouganda (victoire 1-1 4-2).
En 2019, il participe à la Coupe d'Afrique des nations des moins de 23 ans avec l'équipe d'Afrique du Sud olympique. L'équipe termine à la troisième place mais il ne dispute pas une seule minute.
En 2015, il prend part à la Coupe d'Afrique des nations des moins de 17 ans. L'équipe d'Afrique du Sud des moins de 17 ans s'incline en finale face au Mali (2-0). La même année, il participe également à la Coupe du monde des moins de 17 ans mais n'entre pas en jeu.

## Palmarès

### En club
Cape Town City
- Vainqueur du MTN 8 en 2018

### En sélection
- Troisième de la Coupe d'Afrique des nations des moins de 23 ans en 2019
- Finaliste de la Coupe d'Afrique des nations des moins de 17 ans en 2015